# 朱家大院 (运城)
朱家大院位于中国山西省运城市盐湖区东城街道府东街社区曹家巷，为建于清代的古建筑。2015年6月8日，朱家大院公布为第二批运城市文物保护单位。